# Escudo de armas de Alabama
El escudo de armas de Alabama representa un escudo en que se lleva a los símbolos de las cinco naciones que tienen en varias ocasiones la soberanía celebrada sobre una parte o la totalidad de lo que ahora es Alabama, Estados Unidos. Estos son el escudo de armas de la monarquía de Francia con sus características flores de lis, el antiguo escudo de España, representando a Castilla , la bandera del Reino Unido y la bandera de batalla de los Estados Confederados de América. En un escusón de pretensión se confirma el escudo de los Estados Unidos. La cresta del escudo representa un barco (el "Badine") que reunió a los colonos franceses que establecieron los primeros asentamientos europeos permanentes en el estado. A continuación se muestra el lema del estado: Audemus jura nostra defendere, cuya traducción significa Nos atrevemos a defender nuestros derechos. 
El proyecto de ley para adoptar un escudo de armas del Estado fue introducido en la Legislatura de Alabama en 1939 por James Simpson del Condado de Jefferson, y aprobado sin ningún voto en contra por las dos cámaras.
El diseño original del escudo de armas de Alabama fue hecho en 1923 por B. J. Tieman, una autoridad en heráldica de Nueva York a petición de Marie Bankhead Owen, Directora del Departamento de Archivos e Historia. Unos años más tarde Naomi Rabb Winston de Washington D. C., pintó el diseño completo al óleo. La señora Owen ha seleccionado el lema que fue puesto en latín por el profesor W. B. Saffold, de la Universidad de Alabama. Fue a través de la influencia de Juliet Perry Dixon, esposa del gobernador Dixon, que la acción oficial fue tomada por la Asamblea Legislativa.

## Otros usos

Bandera del Gobernador de Alabama
Sello de armas del Gobernador de Alabama
Sello de armas del Gobernador Electo de Alabama
Sello de armas del Vicegobernador de Alabama
Sello de armas de la Junta de Indultos y Libertad Condicional de Alabama
Sello de armas del Departamento de Salud Pública de Alabama
Sello de armas del Departamento de Seguridad Pública de Alabama